# Подростковая драма
Подростковая драма (англ. Teen drama) — жанр драматических телесериалов, в центре повествования которых — жизнь персонажей-подростков или людей, едва вышедших из этого возраста. Этот жанр практически не существовал в первые 45 лет истории телевидения и получил известность лишь в начале девяностых, особенно после успеха сериала «Беверли-Хиллз, 90210», который считается основоположником направления. До него многие из сериалов, в центре которых были подростки, являлись комедиями, в то время как подростки в драматических сериалах были лишь частью актерского ансамбля, также включавшего детей и взрослых. В пятидесятых имели успех комедии «Отец знает лучше» (1954—1960) и «Шоу Донны Рид» (1958—1966) со значительной долей молодых героев, но тем не менее в этих программах подростки никогда не находились во главе сюжета и первым шоу о подростке стала «Гиджет» (1965—1966) с Салли Филд.
Начиная с девяностых на американском телевидении ежегодно начали выходить подростковые драмы, в основном демонстрирующие жизнь учеников средних школ, в первую очередь среднего или высшего социальных классов. Чаще всего сериалы представляли собой мыльные оперы с сюжетным арками на несколько эпизодов или даже на весь сезон. Молодые люди имели дело со взлетами и падениями в их личной жизни и отношениях с родителями, а также с типичными для подростков проблемами.
Одни представители жанра, такие как «Одинокие сердца» (2003—2007) и «Холм одного дерева» (2003—2012), часто критиковались за шаблонные сюжетные ходы, излишнюю драматичность и затянутость историй, в то время как сериалы «Моя так называемая жизнь» (1994—1995) и «Вероника Марс» (2004—2007) были любимы критиками и часто назывались одними из лучших шоу, когда-либо созданных.
Также выходили популярные подростковые сериалы на научно-фантастическую, фэнтези и экшн-приключенческую тематики.